# Longxi International Hotel
Le Longxi International Hotel égalent appelé Farmer's Apartments, Huaxi Tower, ou encore Hanging Village of Huaxi est un gratte-ciel de 328 mètres de la ville de Jiangyin, construit en 2011. Sa spécificité est d'être surmonté par une imposante sphère de verre.